# Rodica Pavelescu
Rodica Pavelescu (n. 17 aprilie 1910, Câmpulung Moldovenesc, Austro-Ungaria – d. 23 august 1991, București) este o pictoriță română.

## Date biografice
Este fiica profesorului etnograf Ion Ștefureac.
A făcut studii la Academia de Arte Frumoase din Iași, unde i-a avut profesori pe renumiții pictori Ștefan Dimitrescu și Nicolae Tonitza (promoția 1934). Absolventă cu Medalia de Bronz, cl. a II-a.
Până în 1940 a fost profesoară la diferite licee din Iași, după care se stabilește definitiv în București. Aici își continuă activitatea artistică, devenind din 1958 membră a Fondului Plastic București.
Urmează stagii de documentare în străinătate: Ungaria, Austria, Franța, Germania.
Rodica Pavelescu a excelat în tehnica acuarelei.
A avut expoziții personale:
- 1975 la Câmpulung Moldovenesc, Expoziția "Legendă și frumusețe contemporană"
- 1979 la Suceava
- 1982 la Suceava

și a participat la expoziții colective la:
- Iași
- București
- Suceava
- Câmpulung Moldovenesc

## Aprecieri critice

### Emil Satco, critic de artă
"Peisagistă de rară sensibilitate, având ca sursă de inspirație frumoasele meleaguri bucovinene de care se simte legată prin toate fibrele ființei sale ("De pe Runc", "Obcinile", "Amintiri din Câmpulung", "Miros de fân și iarbă verde" s.a). Realizate într-o cromatică caldă, luminoasă, tablourile sale sunt pline de lirism și emoție artistică."